# Tân Hội, thành phố Hồng Ngự
Tân Hội là một xã thuộc thành phố Hồng Ngự, tỉnh Đồng Tháp, Việt Nam.

## Địa lý
Xã Tân Hội nằm ở phía bắc thành phố Hồng Ngự, có vị trí địa lý:
- Phía đông giáp xã Bình Thạnh
- Phía tây giáp huyện Hồng Ngự và phường An Lạc
- Phía nam giáp phường An Thạnh
- Phía bắc giáp Campuchia.

Xã có diện tích 11,28 km², dân số năm 1999 là 7.160 người, mật độ dân số đạt 635 người/km².

## Lịch sử
Trước đây, Tân Hội là một xã thuộc huyện Hồng Ngự.
Ngày 23 tháng 12 năm 2008, Chính phủ ban hành Nghị định 08/NĐ-CP. Theo đó, thành lập thị xã Hồng Ngự từ một phần diện tích và dân số của huyện Hồng Ngự, xã Tân Hội thuộc thị xã Hồng Ngự.
Ngày 18 tháng 9 năm 2020, Ủy ban Thường vụ Quốc hội ban hành Nghị quyết 1003/NQ-UBTVQH14 thành lập thành phố Hồng Ngự trên cơ sở toàn bộ diện tích và dân số của thị xã Hồng Ngự, xã Tân Hội thuộc thành phố Hồng Ngự như hiện nay.